# Летонија на Светском првенству у атлетици у дворани 2014.
Летонија је учествовала на Светском првенству у атлетици у дворани 2014. одржаном у Сопоту од 7. до 9. марта дванаести пут, односно учествовала је под данашњим именом на свим првенствима од 1993. до данас. Репрезентацију Летоније представљала је једна атлетичарка која се такмичила у скоку удаљ.,
На овом првенству Летонија није освојила ниједну медаљу. Није било нових националних, личних и рекорда сезоне.

## Учесници
Жене:
- Лаума Грива — скок удаљ

## Резултати

### Жене
| Атлетичарка | Дисциплина | Лични рекорд | Полуфинале | Полуфинале | Финале                | Финале  | Детаљи |
| Атлетичарка | Дисциплина | Лични рекорд | Резултат   | Место      | Резултат              | Место   | Детаљи |
| ----------- | ---------- | ------------ | ---------- | ---------- | --------------------- | ------- | ------ |
| Лаума Грива | скок удаљ  | 6,53         | 6,29       | 12         | Није се квалификовала | 12 / 13 |        |